# Route de Longchamp-au-Bout-des-Lacs
La route de Longchamp-au-Bout-des-Lacs est une voie située dans le 16e arrondissement de Paris, en France.

## Situation et accès
Elle se trouve dans le bois de Boulogne.

## Origine du nom
La voie est nommée en référence à l'hippodrome de Longchamp et aux lacs du bois de Boulogne.